# Stav Nachmani
Stav Nachmani (in ebraico סתיו נחמני‎?; 6 ottobre 2002) è un calciatore israeliano, attaccante dell'Ashdod.

## Carriera
Cresciuto nel settore giovanile del Maccabi Haifa, esordisce in prima squadra il 30 maggio 2020 disputando l'incontro di Ligat ha'Al perso per 1-2 contro l'Hapoel Tel Aviv. Il 12 luglio 2021 viene ceduto in prestito all'Hapoel Nof HaGalil.

## Statistiche

### Presenze e reti nei club
Statistiche aggiornate al 26 settembre 2022.
| Stagione        | Squadra            | Campionato      | Campionato | Campionato | Coppe nazionali | Coppe nazionali | Coppe nazionali | Coppe continentali | Coppe continentali | Coppe continentali | Altre coppe | Altre coppe | Altre coppe | Totale | Totale |
| Stagione        | Squadra            | Comp            | Pres       | Reti       | Comp            | Pres            | Reti            | Comp               | Pres               | Reti               | Comp        | Pres        | Reti        | Pres   | Reti   |
| --------------- | ------------------ | --------------- | ---------- | ---------- | --------------- | --------------- | --------------- | ------------------ | ------------------ | ------------------ | ----------- | ----------- | ----------- | ------ | ------ |
| 2019-2020       | Maccabi Haifa      | LhA             | 1          | 0          | CI+TC           | 0               | 0               |                    | -                  | -                  |             | -           | -           | 1      | 0      |
| 2020-2021       | Maccabi Haifa      | LhA             | 7          | 0          | CI+TC           | 1+2             | 0               | UEL                | 2                  | 0                  |             | -           | -           | 12     | 0      |
| 2021-2022       | Hapoel Nof HaGalil | LhA             | 26+6       | 4+0        | CI+TC           | 0+5             | 0+2             |                    | -                  | -                  |             | -           | -           | 22     | 2      |
| 2022-2023       | Beitar Gerusalemme | LhA             | 4          | 0          | CI+TC           | 0+1             | 0+1             |                    | -                  | -                  |             | -           | -           | 5      | 1      |
| Totale carriera | Totale carriera    | Totale carriera | 44         | 4          |                 | 9               | 3               |                    | 2                  | 0                  |             | -           | -           | 55     | 7      |

### Cronologia presenze e reti in nazionale
| Cronologia completa delle presenze e delle reti in nazionale ― Israele under 21 | Cronologia completa delle presenze e delle reti in nazionale ― Israele under 21 | Cronologia completa delle presenze e delle reti in nazionale ― Israele under 21 | Cronologia completa delle presenze e delle reti in nazionale ― Israele under 21 | Cronologia completa delle presenze e delle reti in nazionale ― Israele under 21 | Cronologia completa delle presenze e delle reti in nazionale ― Israele under 21 | Cronologia completa delle presenze e delle reti in nazionale ― Israele under 21 | Cronologia completa delle presenze e delle reti in nazionale ― Israele under 21 |
| Data                                                                            | Città                                                                           | In casa                                                                         | Risultato                                                                       | Ospiti                                                                          | Competizione                                                                    | Reti                                                                            | Note                                                                            |
| ------------------------------------------------------------------------------- | ------------------------------------------------------------------------------- | ------------------------------------------------------------------------------- | ------------------------------------------------------------------------------- | ------------------------------------------------------------------------------- | ------------------------------------------------------------------------------- | ------------------------------------------------------------------------------- | ------------------------------------------------------------------------------- |
| 2-9-2021                                                                        | Győr                                                                            | Ungheria under 21                                                               | 1 – 2                                                                           | Israele under 21                                                                | Qual. Europeo Under-21 2023                                                     | 1                                                                               | 79’                                                                             |
| 7-9-2021                                                                        | Lublino                                                                         | Polonia under 21                                                                | 1 – 2                                                                           | Israele under 21                                                                | Qual. Europeo Under-21 2023                                                     | -                                                                               | 68’                                                                             |
| 12-10-2021                                                                      | Petah Tiqwa                                                                     | Israele under 21                                                                | 2 – 1                                                                           | Lettonia under 21                                                               | Qual. Europeo Under-21 2023                                                     | -                                                                               | 46’                                                                             |
| 2-6-2022                                                                        | Riga                                                                            | Lettonia under 21                                                               | 1 – 0                                                                           | Israele under 21                                                                | Qual. Europeo Under-21 2023                                                     | -                                                                               | 65’                                                                             |
| 7-6-2022                                                                        | Petah Tiqwa                                                                     | Israele under 21                                                                | 2 – 0                                                                           | San Marino under 21                                                             | Qual. Europeo Under-21 2023                                                     | -                                                                               | 56’                                                                             |
| Totale                                                                          |                                                                                 | Presenze                                                                        | 5                                                                               |                                                                                 | Reti                                                                            | 1                                                                               |                                                                                 |

## Palmarès

### Club

#### Competizioni nazionali
- Campionato israeliano: 1

Maccabi Haifa: 2020-2021